# أحمد شاه دارا
أحمد شاه دارا نور (ولد في 1970، كابل، أفغانستان) (الإسم الحركي: محمد إسماعيل) أو كما يتم تلقيبه الملا محمد إسماعيل، كان قائداً في طالبان من ولاية كنر في أفغانستان وكان يقود مجموعة من المتمردين المقاتلين التابعين لطالبان والميليشيات العاملين في شرق أفغانستان وكان مرتبطًا ب غلبدين حكميتار. يعد المسؤل عن مقتل 20 ضابط من بحرية الولايات المتحدة، والمسؤول عن أعمال شغب وإستهدافات لقواعد ومنشئة تابعة للولايات المتحدة الأمريكية. قتل في عام 2008، أثناء إشتباكه مع الشرطة الباكستانية في خيبر بختونخوا أثناء تهريب رجل أعمال. 
File:Ahmad shah dara.jpg

## وصفه ومهنته
ولد أحمد شاه دارا نور في منطقة كوز كونار في ولاية ننكرهار في أفغانستان، وقد أطلق عليه ماركوس لوتريل لقب "رجل الجبل الشرير". كان معروفًا أنه قام بغارات على المدن وكان معروفًا بأنه كان مسؤولاً عن العديد من الهجمات المميتة على الولايات المتحدة، دائمًا بالقنابل. وكان قائدًا لحوالي 140-150 مقاتلًا مسلحًا، لكنه تلقى تعليمه وتدريبه على التكتيكات العسكرية وكان قادرًا على التحدث بخمس لغات. وكان معروفًا أيضًا أنه أحد أقرب مساعدي أسامة بن لادن، وعلاقته قريبة جدا مع غلبدين حكمتيار.

## عملية الأجنحة الحمراء
تم الربط والإختلاط بينه وبين أحمد شاه مسعود عن طريق الخطأ عام 2005 بسبب التعتيم الإعلامي.
في 27 يونيو 2005 تم إرسال 4 أفراد من القوات البحرية وهم: الملازم القائد ميخائيل بي ميرفي والظابط من الدرجة الثانية ماثيو أكسيليسون و فني سونار من الدرجة الثانية و ماركوس لوتريل ومسؤول الاتصالات داني ديتز للقبض أو قتل احمد شاه ولاكن تم كشف المهمة ثم تمت مطاردة الأربعة أعضاء وقتل ثلاثة منهم ونجاة ماركوس لوتريل بالإضافة إلى إسقاط مروحية شينوك التي كانت تحتوي على 16 شخصاً.
تم تصوير فيديوهات لكمين عملية الأجنحة الحمراء بواسطة ثلاثة من المصورين، لكن بعد العملية مباشرة جمع احمد شاه رجاله والمعدات المسروقة من أفراد البحرية الأمريكية وهربوا الى باكستان لتعديل الفيديوهات ونشرها ثم عاد مرة أخرى إلى أفغانستان لزيادة الهجمات مرة أخرى ثم تم إطلاق عملية الحيتان وهي جزء من عملية الأجنحة الحمراء لاكن هرب احمد شاه وفشلت المهمة.
أصبح احمد شاه أحد أبرز الإرهابيين المطلوبين في ولاية كنر، حيث قتل عام 2008 أثناء تهريب شخص ما في كمين عسكري في خيبر بختونخوا في باكستان.